# Reservoir songs

Reservoir Songs es un grupo musical argentino que realiza espectáculos de temática cinematográfica. Liderado por el músico Juan Francisco Estevarena bajo el pseudónimo aka Brown, se caracteriza por la proyección de films con ejecución en vivo de su banda sonora y por realizar conciertos de rock en los que interpreta la música de las películas del director Quentin Tarantino.

## Historia

### Primeros años
Formado en 2012 en la Ciudad de Buenos Aires, Reservoir Songs da sus primeros conciertos en bares y locales nocturnos. En 2014, la banda es convocada para realizar la apertura del reestreno oficial por los veinte años de Pulp Fiction, organizado por el canal de televisión TCM y la cadena de cines Hoyts.

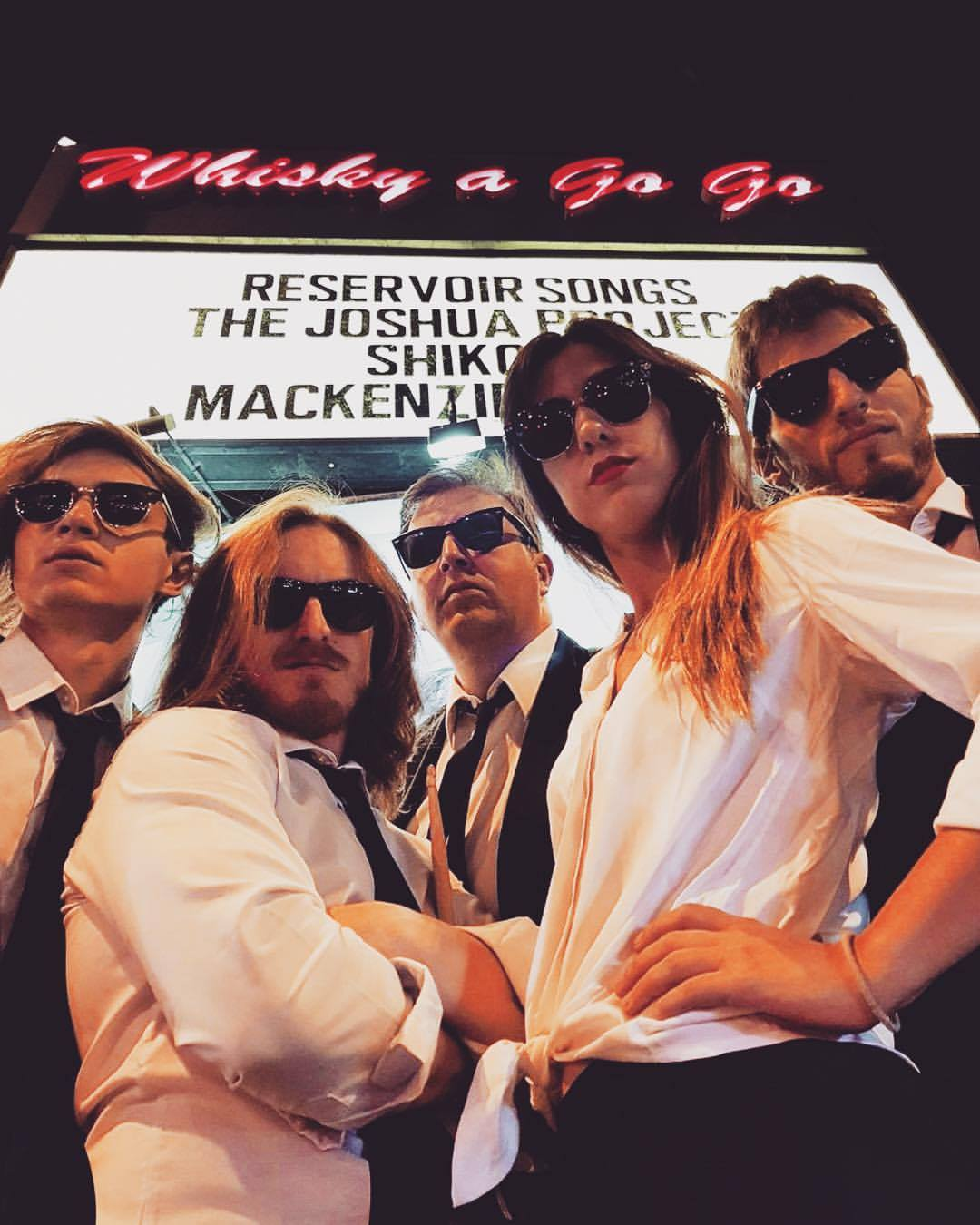
Reservoir Songs en vivo en The Whisky A Go Go

### Proyectos derivados
En 2016 el grupo proyecta Tiempos Violentos, con banda de sonido en vivo, en el auditorio de la Asociación de Amigos del Museo Nacional de Bellas Artes. En diciembre de ese mismo año, lanza Dogs from Hell, su primer álbum de estudio, compuesto en su totalidad de canciones originales, con postproducción de Andrés Mayo. La banda presenta el disco a la prensa en Sala Crash de Palermo, en una seguidilla de shows radiales en Radio La Metro y Vorterix, y en un evento de Radio Berlín.

### Shows internacionales
En 2017, Reservoir Songs brinda su primer show internacional en The Whisky A Go Go de Los Ángeles, California, ciudad a la que regresa con su espectáculo en 2019 con motivo del estreno oficial del film Érase una vez en Hollywood, ocasión en la cual suma presentaciones en el marco de la ComicCon San Diego, en The Viper Room de West Hollywood y en Las Vegas, en el Casino Rio.

### Actualidad
A su regreso de EE. UU. y hasta el presente, la banda comparte escenario en el club de jazz porteño Bebop con referentes de la escena local como Willy Crook, Roberto Pettinato, Gillespi, Déborah Dixon y Nube 9. Visita las principales ciudades argentinas, con shows en Teatriz Mar del Plata, Studio Theatre Córdoba, Teatro Mendoza de Mendoza, Complejo Cultural Atlas y Plataforma Lavardén de Rosario.

## Discografía
Reservoir Songs editó un álbum de estudio de canciones originales en idioma inglés, titulado Dogs from Hell, que presenta como la simulación de la banda de sonido de un film ficticio.
- 2016: Dogs From Hell, Original Soundtracks Vol.1

## Videografía
- Reservoir Songs Live at The Whisky A Go Go (Los Ángeles, 2017) en YouTube.
- LA Live Sessions at Treehaus Recording Studio (Los Ángeles, 2019) lista de reproducción en YouTube.
- Reservoir Songs en vivo en Rosario (Rosario, 2019) en YouTube.

## La banda

### Nombre
Reservoir Songs surge de la combinación de Reservoir Dogs, título de la primera película de Quentin Tarantino, con el término en inglés songs (en español, "canciones"). 
Pronunciación en inglés: /ˈrɛzəˌvwɑr sɔŋz/ (fonética)

### Integrantes
Reservoir Songs se conforma de músicos cantantes multinstrumentistas, para adaptarse al color propio de un repertorio de artistas variados.  Ha cambiado su formación e integrantes a lo largo de los años, siendo Juan Francisco Paco Estevarena (alias aka Brown) el único de los miembros fundadores vigente en la actualidad.
| Nombre                    | Pseudónimo     | Instrumentos principales |
| ------------------------- | -------------- | ------------------------ |
| Agostina Asta             | Hey Agos       | Voz, guitarras           |
| Juan Francisco Estevarena | aka Brown      | Voz, bajo                |
| Javier López Dinelli      | Capitán Rock   | Voz, guitarras           |
| Juan Manuel Haedo         | Juanu B. Goode | Voz, teclados, saxofón   |
| Sebastián Vázquez         | Gorlami        | Voz, batería             |

### Set
El formato de show que entrega Reservoir Songs consiste en una combinación de temas hit y lados b de las películas de Quentin Tarantino, canciones rock, pop, instrumentales y de otros géneros, enganchados por audios de diálogos de los films, lo que la banda describe como una "dinámica de vértigo con final intenso".

“El desafío es doble, no se trata de homenajear a un músico sino trasladar al escenario las sensaciones que nos transmite el cine”, explicó Paco Estevarena, conocido como Mr. Brown.

### Puesta y vestuario
Los músicos de Reservoir Songs componen personajes de lo que denominan un universo extendido a la obra de Quentin Tarantino, con pseudónimos alusivos y vestuarios que remiten a las primeras películas del director. Como elemento distintivo, el grupo utiliza en todos los shows una cinta con la leyenda en inglés "crime scene, do not cross" (en español, "escena del crimen, no cruzar") que atraviesa el proscenio del escenario.